# Sten Munck af Rosenschöld
Sten Thomas Munck af Rosenschöld, född 15 december 1942 i Halmstads församling i Hallands län, är en svensk militär.

## Biografi
Sten Munck af Rosenschöld avlade marinofficersexamen vid Sjökrigsskolan 1968 och utnämndes samma år till fänrik vid Karlskrona kustartilleriregemente, där han först tjänstgjorde som instruktionsofficer i eldledningsplutonen i 6. batteriet och sedan befordrades till löjtnant 1970 och kapten 1972. Åren 1975–1976 tjänstgjorde han i Personalplaneringsdetaljen i Allmänna avdelningen i Sektion 2 i Marinstaben. Han kvarstod vid Karlskrona kustartilleriregemente till 1978 och var bland annat chef för 3. kustartilleribatteriet där. Han tjänstgjorde från 1978 vid Kustartilleriets produktionsledningsavdelning i Sektion 5 i Marinstaben och befordrades 1979 till major i kustartilleriet. Han befordrades 1983 till överstelöjtnant i kustartilleriet och var 1984–1986 chef för Artilleribataljonen vid Blekinge kustartilleriförsvar med Karlskrona kustartilleriregemente.
Åren 1986–1994 tjänstgjorde Munck af Rosenschöld vid Marinstaben: som chef för Bas- och underhållsavdelningen i Sektion 2 1986–1990 och som chef för Produktionssektionen i Programledningen 1990–1994. Han utnämndes till överstelöjtnant med särskild tjänsteställning 1991. Under 1994 var han chef för Produktionssektionen i Produktionsavdelningen i Marinledningen i Högkvarteret, varpå han var chef för Operativa planeringssektionen vid staben i Mellersta militärområdet 1994–1997. Han var militär lärare och kurschef vid Institutet för högre totalförsvarsutbildning i Försvarshögskolan från och med den 1 oktober 1997 till och med den 31 december 2002, tillika tillförordnad chef för institutet från och med den 1 september 2002 till och med den 31 december 2002. Åren 1999–2009 var Munck af Rosenschöld Försvarshögskolans kontaktperson avseende högskolans stöd till Baltic Defence College.
Sten Munck af Rosenschöld är son till läkaren Per Elof Munck af Rosenschöld och Märta Kristina Rystedt. Han var 1968–1993 gift med Jane Elizabeth Medberg.